# Џејмс Кегни
Џејмс Кегни (енгл. James Cagney; Њујорк, 17. јул 1899 — Станфорд, 30. март 1986) био је амерички глумац познат по разноврсним улогама, укључујући прекретну у филму Државни непријатељ. Првобитно је био познати водвиљ извођач, који је освојио Оскар за најбољег глумца у главној улози за портрет плесача и певача у филму Јенки Дудл Денди 1942, али најпознатији је по улогама 'чврстих момака'. Као и Џејмс Стјуарт, Кегни је постао познат публици па су га обично звали „Џими” Кагни - иако ни у једном филму није тако потписан.
Амерички филмски институт прогласио га је 1999. осмом највећом мушком филмском звездом свих времена.
Кегни је био међу омиљеним глумцима Стенлија Кјубрика, а Орсон Велс га је прогласио „вероватно највећим глумцем који се икад појавио испред камере.” Ворнер брос је организовао приватно приказивање Кегнијевих филмова за Винстона Черчила.
Зарадио је надимак 'професионални контраш', а неколико је пута напуштао велики студио Ворнер брос, враћајући се сваки пут под побољшаним личним и уметничким условима. У два мандата је био председник Цеха филмских глумаца, а током Другог светског рата је у много наврата одлазио на турнеје за подизање морала.

## Биографија

### Младост
Кегни је рођен на Нижој источној страни, делу Менхетна у Њујорку у породици Џејмса Кагнеја старијег, Американца ирског порекла који је радио као бармен и аматерски боксер, и Каролин Нелсон; његова бака с мајчине стране била је норвешка капетаница брода, док му је деда с мајчине стране био Американац ирског порекла. Кегни је био друго од седморо деце, од којих је двоје умрло неколико месеци након рођења; сам Кегни је озбиљно оболео као дете, у тој мери да се његова мајка бојала да ће умрети пре крштења, што је био резултат нивоа сиромаштва у којем су одрастали. Сва деца су одгојена као католици, и сви су примили причест и били су крштени.
Црвенокоси, плавооки Кегни матурирао је у средњој школи Стујвесант у Њујорку 1918. те је након тога похађао Универзитет Колумбија, где је намеравао да дипломира уметност. Узимао је и часове немачког и придружио се студентској војној обуци. Одустао је након једног семестра и вратио се кући након смрти оца у епидемији шпанског грипа.
У раном животу се бавио разним пословима, све како би допринео кућном буџету: помоћник архитекте, пресликавач у новинама The New York Sun, чувар у Њујоршкој јавној библиотеци, носач у хотелу, цртач и ноћни портир. Кегни је веровао у тешки рад: „Било је то добро за мене. Жао ми је дечака којима је у то време све било лагодно. Одједном се морају суочити са животним стварностима без маме или тате да мисле уместо њих.”
Као дечак је вежбао степовање (што је вештина која ће му помоћи да освоји Оскара), а имао је надимак Кегни подрумских врата због своје навике да плеше по положеним подрумским вратима. Био је добар улични борац, борећи се у име свог старијег брата Харија студента медицине кад је то било потребно, понекад са свим нападачима. Почео је да се бави аматерским боксом, а освојио је наслов вицепрвака у перолакој категорији у држави Њујорк. Био је довољно добар да су га тренери охрабривали да се окуша као професионалац, али мајка му није то допустила. Играо је полупрофесионални бејзбол за локални клуб, а био је довољно добар да је почео да маштати о игрању у МЛБ лиги.
Његова веза с филмом почела је на доста необичан начин; кад је посећивао тетку у Бруклину која је живела преко пута Витаграф Студија, Кегни би прескочио ограду како би гледао филмове Џона Банија. Укључио се у аматерску драмску секцију, почевши као реквизитер за кинеског пантомимичара у насељеничкој кући на Лондон хилу где је његов брат, Хари наступао у позоришту. Био је задовољан радећи иза позорнице, није се занимао за глуму. Међутим, једне ноћи је заменио Харија који је био болестан. Џејмс није био добар ученик, али му је фотографско памћење проба омогућило да замени брата без прављења грешака. Након тога се окушао као извођач, наступивши у мноштву улога у склопу разних глумачких дружина.

## Филмографија
| Год.  | Српски назив              | Оригинални назив             | Улога                                          |
| ----- | ------------------------- | ---------------------------- | ---------------------------------------------- |
| 1930. |                           | The Doorway to Hell          | Steve Mileaway                                 |
| 1930. |                           | Sinners' Holiday             | Harry Delano                                   |
| 1931. |                           | How I Play Golf              | Himself                                        |
| 1931. |                           | Blonde Crazy                 | Bert Harris                                    |
| 1931. |                           | Smart Money                  | Jack                                           |
| 1931. |                           | The Millionaire              | Schofield, Insurance Salesman                  |
| 1931. | Државни непријатељ број 1 | The Public Enemy             | Tom Powers                                     |
| 1931. |                           | Other Men's Women            | Ed 'Eddie' Bailey                              |
| 1932  |                           | Winner Take All              | Jim 'Jimmy' Kane                               |
| 1932  |                           | The Crowd Roars              | Joe Greer                                      |
| 1932  |                           | Taxi!                        | Matt Nolan                                     |
| 1933. |                           | Lady Killer                  | Dan Quigley                                    |
| 1933. |                           | Footlight Parade             | Chester Kent                                   |
| 1933. |                           | The Mayor of Hell            | Richard 'Patsy' Gargan                         |
| 1933. |                           | Picture Snatcher             | Danny Kean                                     |
| 1933. |                           | Hard to Handle               | Myron C. 'Lefty' Merrill                       |
| 1934  |                           | The St. Louis Kid            | Eddie Kennedy                                  |
| 1934  |                           | The Hollywood Gad-About      | Himself                                        |
| 1934  |                           | Here Comes the Navy          | Chester 'Chesty' J. O'Conner                   |
| 1934  |                           | He Was Her Man               | Flicker Hayes, aka Jerry Allen                 |
| 1934  |                           | Jimmy the Gent               | 'Jimmy' Corrigan                               |
| 1935. | Побуна на броду Баунти    | Mutiny on the Bounty         | Extra                                          |
| 1935. |                           | A Midsummer Night's Dream    | Bottom, the weaver                             |
| 1935. |                           | The Irish in Us              | Danny O'Hara                                   |
| 1935. |                           | G Men                        | 'Brick' Davis                                  |
| 1935. |                           | Devil Dogs of the Air        | Thomas Jefferson 'Tommy' O'Toole               |
| 1935. |                           | Trip Thru a Hollywood Studio | Himself                                        |
| 1935. |                           | A Dream Comes True           | Himself                                        |
| 1935. |                           | Frisco Kid                   | Bat Morgan                                     |
| 1936. |                           | Great Guy                    | Johnny 'Red' Cave                              |
| 1936. |                           | Ceiling Zero                 | Dizzy Davis                                    |
| 1937. |                           | Something to Sing About      | Terrence 'Terry' Rooney                        |
| 1938. | Анђели гарава лица        |                              | Роки Саливан                                   |
| 1938. |                           | Boy Meets Girl               | Robert Law                                     |
| 1938. |                           | For Auld Lang Syne           | Himself - Introducing arriving celebrities     |
| 1939. | Бурне двадесете           |                              | Eddie Bartlett                                 |
| 1939. |                           | Each Dawn I Die              | Frank Ross                                     |
| 1939. |                           | Hollywood Hobbies            | Himself                                        |
| 1939. | Оклахома Кид              |                              | Jim Kincaid                                    |
| 1940. |                           | City for Conquest            | Danny Kenny (Young Samson)                     |
| 1940. |                           | Torrid Zone                  | Nick 'Nicky' Butler                            |
| 1940. |                           | The Fighting 69th            | Jerry Plunkett                                 |
| 1941. |                           | The Bride Came C.O.D.        | Steve Collins                                  |
| 1941. |                           | The Strawberry Blonde        | T. L. 'Biff' Grimes                            |
| 1942. | Јенки Дудл Денди          |                              | George M. Cohan                                |
| 1942. |                           | Captains of the Clouds       | Brian MacLean (bush pilot)                     |
| 1943. |                           | Johnny Come Lately           | Tom Richards                                   |
| 1943. |                           | You, John Jones!             | John Jones                                     |
| 1944. |                           | Battle Stations              | Narrator                                       |
| 1945. |                           | Blood on the Sun             | Nick Condon                                    |
| 1947. |                           | 13 Rue Madeleine             | Robert Emmett 'Bob' Sharkey aka Gabriel Chavat |
| 1948. |                           | The Time of Your Life        | Joseph T. (who observes people)                |
| 1949. | Бело усијање              | White Heat                   | Arthur 'Cody' Jarrett                          |
| 1950. |                           | The West Point Story         | Elwin 'Bix' Bixby                              |
| 1950. |                           | Kiss Tomorrow Goodbye        | Ralph Cotter                                   |
| 1951. |                           | Starlift                     | Himself                                        |
| 1951. |                           | Come Fill the Cup            | Lew Marsh                                      |
| 1952. |                           | What Price Glory?            | Capt. Flagg                                    |
| 1953  |                           | A Lion Is in the Streets     | Hank Martin                                    |
| 1955. |                           | Mister Roberts               | Capt. Morgan                                   |
| 1955. |                           | The Seven Little Foys        | George M. Cohan                                |
| 1955. |                           | Love Me or Leave Me          | Martin Snyder                                  |
| 1955. |                           | Run for Cover                | Matt Dow                                       |
| 1957. |                           | Short-Cut to Hell            | Himself                                        |
| 1957. |                           | Man of a Thousand Faces      | Lon Chaney                                     |
| 1956. |                           | These Wilder Years           | Steve Bradford                                 |
| 1956. |                           | Tribute to a Bad Man         | Jeremy Rodock                                  |
| 1959. |                           | Shake Hands with the Devil   | Sean Lenihan                                   |
| 1959. |                           | Never Steal Anything Small   | Jake MacIllaney                                |
| 1960. |                           | The Gallant Hours            | Fleet Admiral William F. Halsey Jr.            |
| 1961. |                           | One, Two, Three              | C.R. MacNamara                                 |
| 1968. |                           | Arizona Bushwhackers         | Narrator                                       |
| 1981. |                           | Ragtime                      | Commissioner Rheinlander Waldo                 |